# Élections législatives mexicaines de 2021
Les élections législatives mexicaines de 2021 ont lieu le 6 juin afin de renouveler les 500 membres de la Chambre des députés du Mexique. Au même moment se déroulent des élections au niveau local, pour le renouvellement de 15 gouverneurs et de 30 congrès étatiques.
Malgré un recul qui lui fait perdre sa majorité des deux tiers, la coalition de gauche du président Andrés Manuel López Obrador remporte le scrutin en conservant la majorité absolue des sièges.

## Contexte
Les élections de juillet 2018 mènent à une alternance avec la victoire d'Andrés Manuel López Obrador à la présidence. C'est la première fois depuis 1928 que la présidence n'est pas exercée par le Parti révolutionnaire institutionnel (PRI) ou le Parti action nationale (PAN). La coalition de gauche Ensemble, nous ferons l'histoire  menée par le Mouvement de régénération nationale (MORENA) d'Obrador remporte également la majorité des sièges dans les deux chambres.
Entre-temps, pendant cette législature, les alliances électorales changent. À propos de celle au pouvoir, appuyant le président Andrés Manuel López Obrador, le Parti combat social (PES), n'ayant pas passé le seuil électoral de 3%, perd son statut de parti reconnu au niveau fédéral (il reste actif au niveau local, ayant des branches dans plusieurs États). Malgré cette perte, la coalition Ensemble nous ferons l'Histoire se trouve un nouvel allié. En effet, le Parti vert écologiste du Mexique (PVEM) met fin à son alliance avec le Parti révolutionnaire institutionnel, se rapproche du président, et intègre la coalition en 2020. L'alliance entre le Mouvement de régénération nationale (MORENA), le Parti du travail (PT) et le PVEM est reconduite pour ce scrutin, sous le nom de Ensemble, nous faisons l'histoire.
Le PES, quant à lui, se refonde en Parti du combat solidaire pour ce scrutin et se présente seul.
En ce qui concerne la première alliance de l'opposition, le Mouvement citoyen (MC) quitte ses anciens partenaires de l'alliance Pour le Mexique en avant, le Parti action nationale (PAN) et le Parti de la révolution démocratique (PRD), pour faire cavalier seul en vue de ce scrutin législatif.
Pour ce qui est de l'alliance Tous pour le Mexique, menée par Parti révolutionnaire institutionnel (PRI), et avec les écologistes du PVEM et le Parti nouvelle alliance (PNA), le PVEM quitte la coalition et rejoint les forces soutenant le président López Obrador, tandis que le PNA, pour sa part, n'a pas passé le seuil électoral de 3%, et perd lui aussi son statut de parti fédéral (tout en restant actif aussi au niveau local). Le PRI constitue un front commun avec le PAN et le PRD sous le nom de C'est pour le Mexique (Va por México) en vue de ce scrutin.

## Modes de scrutin

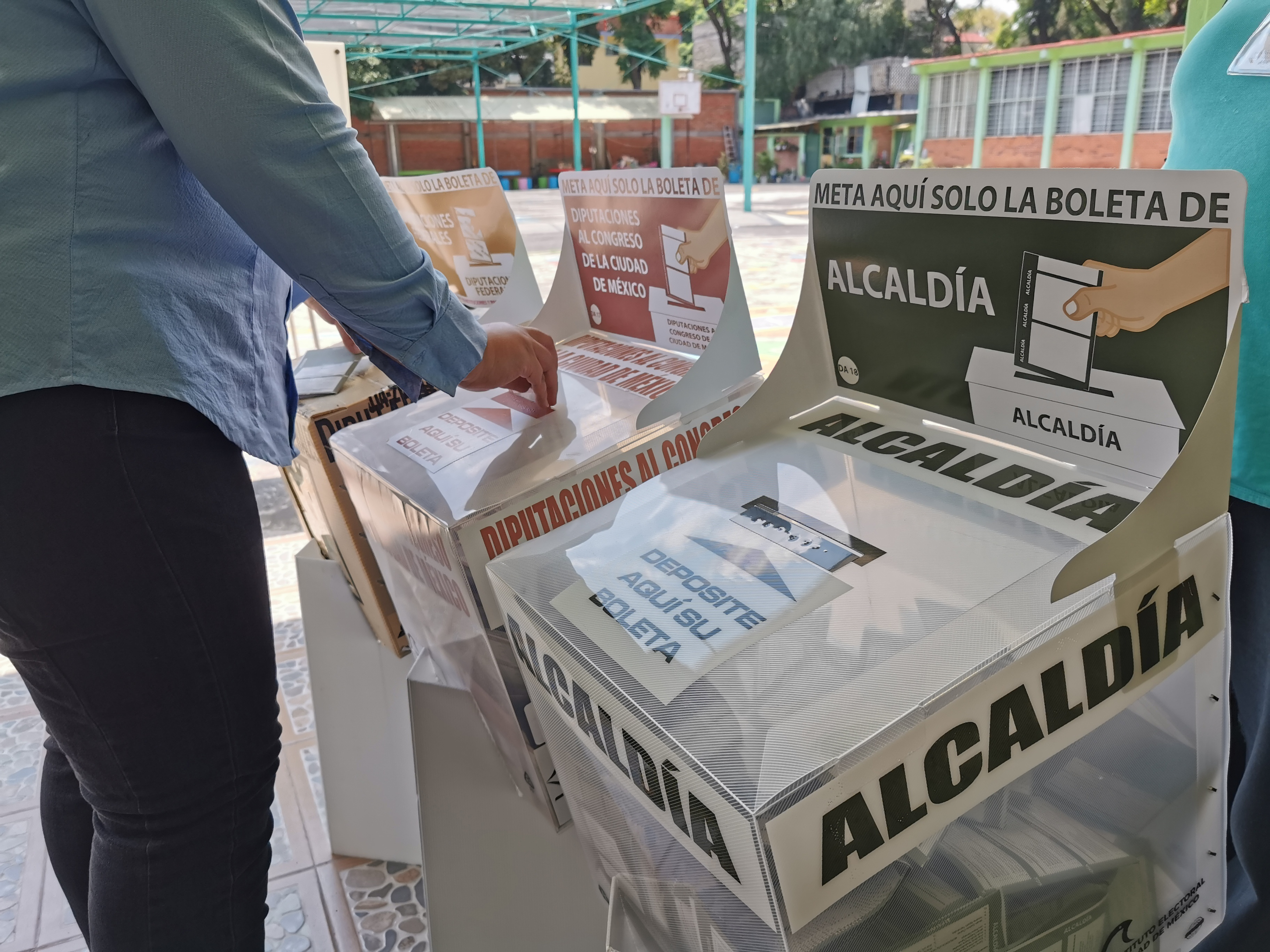
Une femme insérant son vote dans une urne, Mexico, 6 juin 2021.

Le Congrès de l'Union est un parlement bicaméral. Sa chambre basse, la Chambre des députés, est dotée de 500 députés élus pour trois ans selon un mode de scrutin parallèle. 300 sièges sont à pourvoir au scrutin uninominal majoritaire à un tour dans autant de circonscriptions électorales tandis que les 200 restants le sont au scrutin proportionnel plurinominal à listes bloquées. Après décompte des suffrages dans les cinq circonscriptions régionales les sièges répartis à la proportionnelle le sont sans seuil électoral, mais en prenant en compte les résultats du scrutin majoritaire pour en ajuster la répartition de manière qu'aucun parti ne remporte au total plus de 300 sièges, ce seuil étant néanmoins porté à 315 si le parti a recueilli plus de 60 % des suffrages.
Le vote est de jure obligatoire, mais aucune sanction n'est appliquée aux abstentionnistes.

## Forces en présence
| Alliances | Alliances                           | Partis                                     | Partis                                                            | Positionnement                                                     | Résultats précédents |
| --------- | ----------------------------------- | ------------------------------------------ | ----------------------------------------------------------------- | ------------------------------------------------------------------ | -------------------- |
|           | Ensemble, nous faisons l'histoire   |                                            | Mouvement de régénération nationale (MORENA)                      | Gauche Populisme de gauche, Nationalisme de gauche                 | 38,82% 191 sièges    |
|           | Ensemble, nous faisons l'histoire   | Parti vert écologiste du Mexique (PVEM)    | Centre gauche Politique écologique                                | 4,99% 16 sièges                                                    |                      |
|           | Ensemble, nous faisons l'histoire   | Parti du travail (PT)                      | Gauche à Gauche radicale Socialisme démocratique, Anticapitalisme | 4,09% 61 sièges                                                    |                      |
|           | C'est pour le Mexique               |                                            | Parti action nationale (PAN)                                      | Centre droit à Droite Libéral-conservatisme, Démocratie chrétienne | 18,36% 81 sièges     |
|           | C'est pour le Mexique               | Parti révolutionnaire institutionnel (PRI) | Centre droit Néolibéralisme, Technocratie                         | 17,23% 45 sièges                                                   |                      |
|           | C'est pour le Mexique               | Parti de la révolution démocratique (PRD)  | Centre gauche Social-démocratie, Socialisme démocratique          | 5,49% 21 sièges                                                    |                      |
|           | Mouvement citoyen (MC)              | Mouvement citoyen (MC)                     | Mouvement citoyen (MC)                                            | Centre gauche Social-démocratie, Progressisme                      | 4,60% 27 sièges      |
|           | Parti du combat solidaire (PES)     | Parti du combat solidaire (PES)            | Parti du combat solidaire (PES)                                   | Droite à Extrême droite Conservatisme social, Droite chrétienne    | 2,51% 56 sièges      |
|           | Force pour le Mexique (FxM)         | Force pour le Mexique (FxM)                | Force pour le Mexique (FxM)                                       | Centre gauche Progressisme                                         | Nouveau              |
|           | Réseaux sociaux progressistes (RSP) | Réseaux sociaux progressistes (RSP)        | Réseaux sociaux progressistes (RSP)                               | Centre gauche Social-démocratie, Réformisme                        | Nouveau              |

## Résultats
|                                                   |                                                   |                                     |                  |                  |                  |                  |            |        |        |        |              |               |  |  |
| Partis et coalitions                              | Partis et coalitions                              | Partis et coalitions                | Circonscriptions | Circonscriptions | Circonscriptions | Circonscriptions | Listes     | Listes | Listes | Listes | Total sièges | +/-           |  |  |
| Partis et coalitions                              | Partis et coalitions                              | Partis et coalitions                | Votes            | %                | Sièges           | +/-              | Votes      | %      | +/-    | Sièges | Total sièges | +/-           |  |  |
|                                                   |                                                   |                                     |                  |                  |                  |                  |            |        |        |        |              |               |  |  |
|                                                   | Mouvement de régénération nationale (MORENA)      | 6 571 127                           | 13,92            | 64               | 56               | 16 759 917       | 35,30      | 3,52   | 76     | 198    | 7            |               |  |  |
|                                                   | Parti vert écologiste du Mexique (PVEM)           | 992 320                             | 2,10             | 1                | 1                | 2 670 997        | 5,62       | 0,63   | 12     | 43     | 27           |               |  |  |
|                                                   | Parti du travail (PT)                             | 538 832                             | 1,14             | 0                | en stagnation    | 1 594 828        | 3,36       | 0,73   | 7      | 37     | 24           |               |  |  |
|                                                   | Candidats communs MORENA-PT-PVEM                  | 12 802 391                          | 27,12            | 118              | 91               |                  |            |        |        |        |              |               |  |  |
| Total coalition Ensemble, nous faisons l'histoire | Total coalition Ensemble, nous faisons l'histoire | 20 904 670                          | 44,28            | 183              | 37               | 21 025 742       | 44,28      | 1,14   | 95     | 278    | 30           |               |  |  |
|                                                   |                                                   |                                     |                  |                  |                  |                  |            |        |        |        |              |               |  |  |
|                                                   | Parti action nationale (PAN)                      | 3 828 228                           | 8,11             | 33               | 28               | 8 969 288        | 18,89      | 0,53   | 41     | 114    | 33           |               |  |  |
|                                                   | Parti révolutionnaire institutionnel (PRI)        | 2 715 123                           | 5,75             | 11               | 10               | 8 715 899        | 18,35      | 1,12   | 40     | 70     | 25           |               |  |  |
|                                                   | Parti de la révolution démocratique (PRD)         | 248 505                             | 0,53             | 0                | en stagnation    | 1 792 700        | 3,78       | 1,71   | 8      | 15     | 6            |               |  |  |
|                                                   | Candidats communs PAN-PRI-PRD                     | 12 575 879                          | 26,64            | 66               | Nv.              |                  |            |        |        |        |              |               |  |  |
| Total coalition C'est pour le Mexique             | Total coalition C'est pour le Mexique             | 19 367 735                          | 41,02            | 110              | 60               | 19 477 887       | 41,02      | 0,06   | 89     | 199    | 52           |               |  |  |
|                                                   | Mouvement citoyen (MC)                            | Mouvement citoyen (MC)              | 3 430 507        | 7,27             | 7                | 7                | 3 449 982  | 7,27   | 2,67   | 16     | 23           | 4             |  |  |
|                                                   | Parti du combat solidaire (PES)                   | Parti du combat solidaire (PES)     | 1 345 858        | 2,85             | 0                | 56               | 1 352 544  | 2,85   | 0,34   | 0      | 0            | 56            |  |  |
|                                                   | Force pour le Mexique (FxM)                       | Force pour le Mexique (FxM)         | 1 211 824        | 2,57             | 0                | Nv.              | 1 217 084  | 2,56   | Nv.    | 0      | 0            | en stagnation |  |  |
|                                                   | Réseaux sociaux progressistes (RSP)               | Réseaux sociaux progressistes (RSP) | 865 215          | 1,83             | 0                | Nv.              | 868 515    | 1,83   | Nv.    | 0      | 0            | en stagnation |  |  |
|                                                   | Indépendants                                      | Indépendants                        | 44 311           | 0,09             | 0                | -                | 44 311     | 0,09   | -      | 0      | 0            | -             |  |  |
|                                                   |                                                   |                                     |                  |                  |                  |                  |            |        |        |        |              |               |  |  |
| Votes valides                                     | Votes valides                                     | Votes valides                       | 47 211 717       | 96,51            |                  |                  | 47 477 998 | 96,51  |        |        |              |               |  |  |
| Votes blancs et nuls                              | Votes blancs et nuls                              | Votes blancs et nuls                | 1 703 920        | 3,49             | 1 715 255        | 3,49             |            |        |        |        |              |               |  |  |
| Total                                             | Total                                             | Total                               | 48 874 040       | 100              | 300              | en stagnation    | 49 151 320 | 100    | -      | 200    | 500          | en stagnation |  |  |
| Abstentions                                       | Abstentions                                       | Abstentions                         | 44 454 731       | 47,63            |                  |                  | 44 177 451 | 47,34  |        |        |              |               |  |  |
| Inscrits/Participation                            | Inscrits/Participation                            | Inscrits/Participation              | 93 328 771       | 52,37            | 93 328 771       | 52,66            |            |        |        |        |              |               |  |  |

## Élections étatiques
30 états renouvellent leurs congrès pour un mandat de 3 ans, tandis que 15 d'entre eux renouvellent leur gouverneur aussi. La coalition Ensemble, nous faisons l'histoire, qui soutient le président Andrés Manuel López Obrador remporte 12 des 15 postes de gouverneur en jeu (11 pour MORENA, 1 pour le PVEM). A contrario, cette même coalition, qui avait le contrôle (majoritaire comme minoritaire) de 22 des 30 congrès en jeu, cède le contrôle à l'opposition dans 5 d'entre eux, et perd sa majorité absolue des sièges dans 3 d'entre eux, mais parvient à mettre la main sur deux congrès locaux.

## Analyses
Les élections sont une victoire en demi teinte pour la coalition du président López Obrador. Si elle remporte la majorité absolue des sièges, la coalition perd en effet la majorité qualifiée des deux tiers qui lui permettait d'effectuer seule des révisions de la constitution, le gouvernement détenant également la majorité au Sénat,.